# VestsjællandsCentret
VestsjællandsCentret er et butikscenter i Slagelse. Centeret, der blev indviet i 1969 og siden udvidet, har 50 specialbutikker og en Kvickly (tidligere Kvickly xtra og endnu tidligere OBS!).